# Kanteleenjärven lintuvesi
Kanteleenjärven lintuvesi este o arie protejată (arie specială de conservare — SAC, sit de importanță comunitară — SCI, arie de protecție specială avifaunistică — SPA) din Finlanda întinsă pe o suprafață de 93 ha, integral pe uscat.

## Localizare
Centrul sitului Kanteleenjärven lintuvesi este situat la coordonatele 60°39′48″N 25°40′32″E / 60.6633°N 25.6756°E.

## Înființare
Situl Kanteleenjärven lintuvesi a fost declarat sit de importanță comunitară în august 1998 pentru a proteja 34 de specii de animale. Alte tipuri de protecție:
- arie de protecție specială avifaunistică (în august 1998)[2]
- arie specială de conservare (în aprilie 2015)[1][3][4]

## Biodiversitate
Situată în ecoregiunea boreală, aria protejată conține 2 habitate naturale: Liziere de ierburi înalte hidrofile de câmpie și de nivel montan până la alpin, Mlaștini turboase de tranziție și turbării mișcătoare.
La baza desemnării sitului se află mai multe specii protejate:
- păsări (33): lăcar mare (Acrocephalus arundinaceus), rață sulițar (Anas acuta), gâscă de semănătură (Anser fabalis), stârc cenușiu (Ardea cinerea), rață-cu-cap-castaniu (Aythya ferina), rața moțată (Aythya fuligula), buhai de baltă (Botaurus stellaris), bătăuș (Calidris pugnax), chirighiță neagră (Chlidonias niger), erete de stuf (Circus aeruginosus), erete vânăt (Circus cyaneus), erete cenușiu (Circus pygargus), cristeiul de câmp (Crex crex), Cygnus columbianus bewickii, lebădă de iarnă (Cygnus cygnus), șoim călător (Falco peregrinus), vânturel roșu (Falco tinnunculus), găinușă de baltă (Gallinula chloropus), cocor (Grus grus), Hydrocoloeus minutus, pescăruș râzător (Larus ridibundus), becațină mică (Lymnocryptes minimus), rață pestriță (Mareca strepera), Mergellus albellus, codobatura galbenă (Motacilla flava), corcodel-urechiat (Podiceps auritus), corcodel-cu-gât-roșu (Podiceps grisegena), cresteț pestriț (Porzana porzana), Spatula clypeata, rață cârâitoare (Spatula querquedula), chiră de baltă (Sterna hirundo), fluierar de mlaștină (Tringa glareola), fluierarul cu picioare roșii (Tringa totanus)
- nevertebrate (1): libelule (Leucorrhinia pectoralis)

Pe lângă speciile protejate, pe teritoriul sitului au mai fost identificate 4 specii de păsări, 1 specie de amfibieni.